# Pray
Pray ist eine Gemeinde in der italienischen Provinz Biella (BI), Region Piemont.

## Lage und Einwohner
Pray liegt im Gebirgstal Valle Séssera und ist Teil der Verwaltungsgemeinschaft Comunità montana della Valle Séssera. Die Nachbargemeinden sind Caprile, Coggiola, Crevacuore, Curino, Portula und Trivero.
Das Gemeindegebiet umfasst eine Fläche von neun km² und hat 1997 Einwohner (Stand 31. Dezember 2023).